# マーク・モーズリー
マーク・モーズリー（Mark DeWayne Moseley, 1948年3月12日 - ）は、アメリカ合衆国テキサス州レーンビル出身のアメリカンフットボールの元選手。フットボール現役時のポジションはプレースキッカー。1970年シーズンから1986年シーズンにかけて、NFL・ワシントン・レッドスキンズ等の4チームで16シーズンプレーした。
ストライキでシーズンが短縮された1982年シーズンにスーパーボウル制覇を経験し、シーズンMVPにも輝いた。スペシャルチームからMVPに選出された唯一の選手である。また、1984年シーズン開幕前に引退したリック・ダンマイヤーと共に、ストレートキックタイプを採用し、レギュラーとして活躍した最後のプレースキッカーの1人として知られている。

## プロ入り前
テキサス州リヴィングストンで育ったモーズリーは、リヴィングストン高校でフットボールをプレーした。高校卒業後、1965年から1966年までテキサスA&M大学に在籍し、1967年から1968年までステファン・F・オースティン州立大学に在籍した。 モーズリーは両校でクォーターバックとしてプレーしたが、ステファン・F・オースティン州立大学での4年時にプレースキッカーへと転向した。プレースキッカーに転向したこのシーズン、モーズリーは所属カンファレンスのシーズンフィールドゴール記録を樹立した。

## NFL

### キャリア序盤
モーズリーは、1970年のNFLドラフトでフィラデルフィア・イーグルスから14巡目全体346位の指名を受け、NFL入りした。プレースキッカーがNFLでドラフト指名されたのは初のことであった。イーグルスを1年で解雇され、移籍したヒューストン・オイラーズもチームでの2シーズン目の序盤で解雇され、ほぼ2年間NFLから離れる生活をした。この2年間は、故郷のリヴィングストンの高校でコーチをして過ごした。その間、キッカーとしての練習を欠かさず、NFLのチームに手紙を送り続けた。その努力が報われ、1974年にワシントン・レッドスキンズとの契約を実現し、NFL復帰を果たした。

### ワシントン・レッドスキンズ
ストライキでレギュラーシーズンが短縮された1982年シーズン、モーズリーはNFL記録となる21回連続フィールドゴールを成功させ、成功率95.2%（20/21）、76得点とリーグトップの記録でシーズンを終えた。この成績により、モーズリーはプレースキッカーとして初めてシーズンMVPに選出された。
シーズンMVPに選ばれたモーズリーは、プレーオフに入ると精彩を欠き、2試合で4本のフィールドゴールを外したが、第17回スーパーボウルでは、2本のフィールドゴール、3本のエクストラポイントを決め、チームのスーパーボウル制覇に貢献した。
1983年も、モーズリーは161得点でリーグトップとなる活躍をした。この年のNFCチャンピオンシップでは4本のフィールドゴールをミスしたが、最終的には勝利を決めるフィールドゴールを決めている。

### キャリア終盤
1986年、38歳となっていたモーズリーはシーズン中盤でレッドスキンズから放出された。放出後、クリーブランド・ブラウンズと契約したが、このシーズンをもって引退をした。ブラウンズでは、ディビジョナルプレーオフのニューヨーク・ジェッツ戦で第4Qまでにフィールドゴールを2本外した後、延長戦で1本外し、ダブルオーバータイムで処理を決めるフィールドゴールを蹴った。
通算成績は、フィールドゴール300回成功（300/457,65%）、482エクストラポイント成功（482/512,94%）、トータル1,382ポイント、フィールドゴール成功数で4度のリーグトップに輝いた。

## 成績
| レギュラーシーズン成績 | レギュラーシーズン成績 | レギュラーシーズン成績 | レギュラーシーズン成績 | レギュラーシーズン成績 | レギュラーシーズン成績 | レギュラーシーズン成績 | レギュラーシーズン成績 | レギュラーシーズン成績 | レギュラーシーズン成績 | レギュラーシーズン成績 | レギュラーシーズン成績 | レギュラーシーズン成績 | レギュラーシーズン成績 | レギュラーシーズン成績 | レギュラーシーズン成績 | レギュラーシーズン成績 |
| Season                 | Team (record)          | G                      | FGM                    | FGA                    | %                      | <20                    | 20-29                  | 30-39                  | 40-49                  | 50+                    | LNG                    | BLK                    | XPM                    | XPA                    | %                      | PTS                    |
| ---------------------- | ---------------------- | ---------------------- | ---------------------- | ---------------------- | ---------------------- | ---------------------- | ---------------------- | ---------------------- | ---------------------- | ---------------------- | ---------------------- | ---------------------- | ---------------------- | ---------------------- | ---------------------- | ---------------------- |
| 1970                   | PHI (3–10–1)           | 14                     | 14                     | 25                     | 56.0                   | 7–9                    | 4–6                    | 2–6                    | 1–3                    | 0–1                    | 42                     | 0                      | 25                     | 28                     | 89.3                   | 67                     |
| 1971                   | HOU (4–9–1)            | 12                     | 16                     | 26                     | 61.5                   | 0–0                    | 8–9                    | 2–4                    | 6–10                   | 0–3                    | 44                     | 0                      | 25                     | 27                     | 92.6                   | 73                     |
| 1972                   | HOU (1–13)             | 1                      | 1                      | 2                      | 50.0                   | 0–0                    | 1–1                    | 0–0                    | 0–1                    | 0–0                    | 20                     | 0                      | 2                      | 2                      | 100.0                  | 5                      |
| 1974                   | WAS (10–4)             | 13                     | 18                     | 30                     | 60.0                   | 1–1                    | 2–5                    | 9–13                   | 6–10                   | 0–1                    | 48                     | 0                      | 27                     | 29                     | 93.1                   | 81                     |
| 1975                   | WAS (8–6)              | 14                     | 16                     | 25                     | 64.0                   | 0–0                    | 1–3                    | 9–10                   | 6–9                    | 0–3                    | 48                     | 0                      | 37                     | 39                     | 94.9                   | 85                     |
| 1976                   | WAS (10–4)             | 14                     | 22                     | 34                     | 64.7                   | 1–1                    | 7–8                    | 8–11                   | 6–13                   | 0–1                    | 49                     | 0                      | 31                     | 32                     | 96.9                   | 97                     |
| 1977                   | WAS (9–5)              | 14                     | 21                     | 37                     | 56.8                   | 1–1                    | 3–3                    | 4–5                    | 9–22                   | 4–6                    | 54                     | 0                      | 19                     | 19                     | 100.0                  | 82                     |
| 1978                   | WAS (8–8)              | 16                     | 19                     | 30                     | 63.3                   | 0–0                    | 4–4                    | 5–7                    | 8–13                   | 2–6                    | 52                     | 0                      | 30                     | 31                     | 96.8                   | 87                     |
| 1979                   | WAS (10–6)             | 16                     | 25                     | 33                     | 75.8                   | 2–2                    | 5–5                    | 8–10                   | 9–13                   | 1–3                    | 53                     | 0                      | 39                     | 39                     | 100.0                  | 114                    |
| 1980                   | WAS (6–10)             | 16                     | 18                     | 33                     | 54.5                   | 0–0                    | 3–4                    | 5–6                    | 7–12                   | 3–11                   | 52                     | 0                      | 27                     | 30                     | 90.0                   | 81                     |
| 1981                   | WAS (8–8)              | 16                     | 19                     | 30                     | 63.3                   | 1–1                    | 7–8                    | 6–8                    | 5–12                   | 0–1                    | 49                     | 0                      | 38                     | 42                     | 90.5                   | 95                     |
| 1982                   | WAS (8–1)              | 9                      | 20                     | 21                     | 95.2                   | 1–1                    | 6–6                    | 8–8                    | 5–6                    | 0–0                    | 48                     | 0                      | 16                     | 19                     | 84.2                   | 76                     |
| 1983                   | WAS (14–2)             | 16                     | 33                     | 47                     | 70.2                   | 1–1                    | 10–10                  | 14–19                  | 7–12                   | 1–3                    | 51                     | 0                      | 62                     | 63                     | 98.4                   | 161                    |
| 1984                   | WAS (11–5)             | 16                     | 24                     | 31                     | 77.4                   | 1–1                    | 9–10                   | 12–13                  | 1–5                    | 1–2                    | 51                     | 0                      | 48                     | 51                     | 94.1                   | 120                    |
| 1985                   | WAS (10–6)             | 16                     | 22                     | 34                     | 64.7                   | 0–0                    | 7–8                    | 8–13                   | 7–12                   | 0–1                    | 48                     | 0                      | 31                     | 33                     | 93.9                   | 97                     |
| 1986                   | WAS (12–4)             | 6                      | 6                      | 12                     | 50.0                   | 1–1                    | 3–4                    | 1–2                    | 1–5                    | 0–0                    | 45                     | 0                      | 12                     | 14                     | 85.7                   | 30                     |
| 1986                   | CLE (12–4)             | 4                      | 6                      | 7                      | 85.7                   | 1–1                    | 2–2                    | 3–3                    | 0–1                    | 0–0                    | 39                     | 0                      | 13                     | 14                     | 92.9                   | 31                     |
| 通算 (16シーズン)      | 通算 (16シーズン)      | 213                    | 300                    | 457                    | 65.6                   | 18–20                  | 82–96                  | 104–138                | 84–159                 | 12–42                  | 54                     | 0                      | 482                    | 512                    | 94.1                   | 1382                   |

## 引退後
モーズリーは引退後、バージニア州のレストランチェーンの幹部として働いている。